# Tribù dell'Arabia

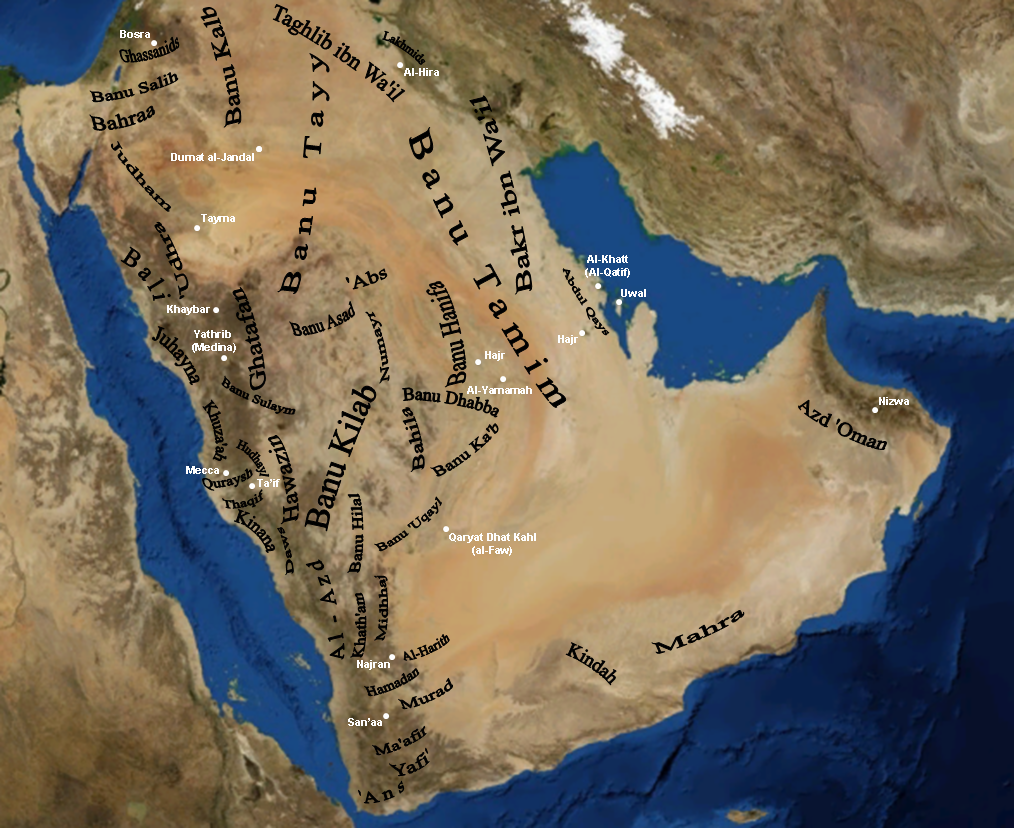
Collocazione approssimativa di alcune importanti tribù della Penisola Araba all'avvento dell'Islam (le città sono indicate in bianco).

Gli Arabi sono un popolo semitico, discendente da varie tribù dell'antica Arabia.
Tradizionalmente distinti in Qaḥṭānidi e Adnanidi, vale a dire meridionali (e in linea di massimo sedentari e coltivatori) e settentrionali (e per lo più nomadi). 
Per consenso tradizionale, i genealogisti arabi del XIV secolo suddividevano gli Arabi in tre tipi:
Arabi scomparsi: su cui la storia sa e dice ben poco. Includono quelle popolazioni, tra cui gli Banu 'Ad, i Thamud, i Tasm, i Jadis, gli Amlaq (Amaleciti) e altri, di cui ci sono sparse citazioni nel Corano. I Jadis e i Tasm sarebbero periti a causa di un genocidio. ʿĀd e Thamūd sarebbero periti per un incontrollabile processo di decadenza.
Arabi Puri: la cui pretesa sarebbe quella di essere discendenti di Yaʿrub ibn Yashjub ibn Qahtan. Sono gli Arabi qahtanidi, o meridionali (chiamati per sineddoche anche Rabīʿa, dal nome di una loro tribù, oppure Kalbiti o, genericamente, Yemeniti).
Arabi Arabizzati: la cui pretesa sarebbe quella di discendere da Ismaele, da cui il generico termine Ismailiti, attribuibile quindi solo a una parte delimitata di Arabi. Sono gli Arabi adnaniti, o settentrionali (chiamati anche qaysiti).
Di seguito una lista parziale delle tribù dell'Arabia.
A
- Abaza (clan)
- ʿAbbās[1]
- ʿAbd Shams
- Abs
- 'Ad
- ʿAdī
- Ajlān
- Ajman
- ʿAmr
- Asad
- Al-Awazem
- Aws
- Al-Jiburi
- Al-Khalifa
- Al-Ma'adid
- 'Anaza
- Al Thani
- Al-Shabib
- al-ʿUbayd
- Azd
- Al-bgara

B
- Bariq.
- Balharith
- Banu Rashid
- Banu Bahr
- Banu Bakr
- Banu Bakr ibn Abd Manat
- Banu Bakr ibn Wa'il

D
- Dhubyan [1]
- Al-Dawasir

F
- Fazāra

G
- Ghamid
- Ghaniya
- Ghassanidi
- Banu Ghatafan
- Ghazan
- Ghifar

H
- Hakami
- Harb
- Hashemiti
- Hashim
- Hilāl

J
- Julaf
- Judham
- Jumah

K
- Kinda
- Banu Khalid
- Kanz
- Khash'am
- Khazraj
- Banu Khuthayr - Tribù Al Qahtan
- Banu Khuthir - clan della tribù di al-Hajjaj
- Khuzā'a

L
- Lakhmidi

M
- Makhzūm
- Manasir
- Mudar
- Mustaliq
- Mustafa
- Muttalib
- Mutayr

N
- Najjār
- Nawfal

Q
- Qaḥṭānidi
- Quraysh

R
- Rashayda

S
- Sahm
- Salama
- Banu Shehr
- Subay'
- Sulaym

T
- Thamud
- Taym
- Taghlib[1]
- Tamīm

U
- 'Utayba
- Umayya
- Utub

Y
- Yam

Z
- Zahra
- Zahran
- Zayd
- Zuhra